# سنجاقک توریدوس
سنجاقک توریدوس (نام علمی: Zygonyx torridus) نام یک گونه از تیره آسیابک‌های آب‌نشین است. این گونه در الجزایر، آنگولا، بنین، بوتسوانا، بورکینافاسو، کامرون، جمهوری آفریقای مرکزی، کومور، جمهوری کنگو، ساحل عاج، مصر، اتیوپی، گامبیا، غنا، گینه، کنیا، لیبریا، مالاوی، مالی، موریس، مراکش، موزامبیک، نامیبیا، نیجریه، رئونیون، سیرالئوپ، آفریقای جنوبی یافت می‌شود.